# Battures de Malmanoury
Battures de Malmanoury är en grupp skär i Franska Guyana (Frankrike). De ligger i den norra delen av landet, 60 km nordväst om huvudstaden Cayenne.
Terrängen runt Battures de Malmanoury är mycket platt. Havet är nära Battures de Malmanoury åt nordost. Runt Battures de Malmanoury är det ganska glesbefolkat, med 29 invånare per kvadratkilometer. I omgivningarna runt Battures de Malmanoury växer i huvudsak städsegrön lövskog.